# Брус К. Александър
Брус К. Александър (на английски: Bruce K. Alexander, роден на 20 декември 1939 г.) е психолог и пенсиониран професор от Ванкувър, Канада. Той е измислил и провел проучване за психологията на пристрастяването в Университета Саймън Фрейзър през 1970 година. Той спира да се занимава с преподаване през 2005 година. Александър и неговите колегите извършват серия от експерименти свързани с пристрастяването към наркотици, познати още като експерименти „Парк за плъхове“. Той е написал 2 книги – „Мирни мерки: Пътя на Канада извън войната с наркотиците“ (1990) и „Глобализация на пристрастяването: Проучване за бедността на духа (2008).

## „Парк за плъхове“
Експериментите „Парк за плъхове“ са публикувани в списание „Психофармакология“ през втората половина на 70-те и началото на 80-те години на ХХ век. Александър и неговите колеги открили, че плъховете в тяхното проучване, които живеели в изолация приемали повече морфин от плъховете от колонията в „парка за плъхове“. По-нататъшни проучвания от други изследователи не успели да достигнат до оригиналните резултати. Едно от тези проучвания установило, че и в затворените и „парковите“ плъхове показали намалено желание за морфин, което предполагало генетични различия.

## Трудове и гледни точки
След това Александър разгледал по-широко изводите, които можели да се свържат с хората. Главните заключения от неговите експериментални и исторически изследвания от 1985 година насам могат да се систематизират по следния начин:
1. Наркотичните пристрастявания са само малка част от проблема с пристрастяванията. Повечето сериозни пристрастявания не включват наркотици или алкохол. 
2.	Пристрастяването е по-скоро социален проблем, а не индивидуален. Когато социалноинтегрирани общества са фрагментирани от вътрешни или външни сили, пристрастяванията от всякакъв вид се увеличават значително и стават почти универсални в силно фрагментираните общества. 
3.	Пристрастяванията се повишават във фрагментираните общества, защото хората го използват като начин за приспособяване към голямото социално разместване. Като форма на приспособяване, пристрастяването не е болест, която може да се излекува, нито е морална грешка, която може да се поправи, чрез наказание или образование.[3]

През 2014 година Александър публикува книгата „История на психологията в Западната цивилизация“

## 1995 година – Проект за изследване на кокаина на Световната здравна организация
Една част от изследване, в което Александър е имал ключова роля, е било активно забранявано от Световното здравно събрание. В началото на 90-те години Световната здравна организация организира най-мащабното изследване за използването на кокаина правено някога. Профили за употребата на кокаина били събрани от 21 града, намиращи се в 19 страни в целия свят. Александър бил избран за главен изследовател за Ванкувър. Световната здравна организация обявява публикуване на резултатите от световното проучване пред медиите през 1995 година.
Въпреки това, американският представител в Световната здравна организация ефективно забранява публикацията, вероятно, защото резултатите от проучването не съответстват с общоприетия мит за пристрастяващата сила на наркотиците и главно за кокаина. Част от откритията след проучването били „че рядката употреба на кокаин обикновено не води до значителни или дори леки физиологични или социални проблеми“. По време на шестата среща на комитет Б американският представител заплашил, че „ако дейността на Световната здравна организация, свързана с наркотиците не успее да подкрепи доказаните подходи за контрол на употребата на наркотични вещества, бюджета за подобни програми трябва да бъде съкратен“. Това довело до решението на Световната здравна организация да отложи публикуването на резултатите. Изследването така и не било публикувано, но през 2009 година изтекло в Интернет и сега може да се намери в Уикилийкс.

## Награди и признание
През 2007 година Александър получава наградата „Нора и Тед Стърлинг“ за Подкрепа на полемиката от Университета „Саймън Фрейзър“. През 2011 година той е поканен да презентира в Кралското общество в Лондон.